# Petit-de-Grat
 Petit-de-Grat est une communauté acadienne sur l'Isle Madame au Cap-Breton.

## Déportation
Après la chute de Louisbourg en 1758, 4 000 habitants de l'île furent déportés, ainsi que beaucoup d'Acadiens. Cependant, un groupe de dix familles acadiennes de Port-Toulouse ont fui vers Isle Madame où leurs descendants vivent encore aujourd'hui.
En 1771, on comptait 57 familles pour un total de 284 personnes à Arichat, Escousse et Petit-de-Grat. En 1774, la population du Cap-Breton s'élèvait à 1 011 personnes, dont la moitié à Arichat et Petit-de-Grat.